# Chairlift
Chairlift est un groupe américain d'electro-pop fondé en 2005 par Caroline Polachek et Aaron Pfenning, rejoints en 2007 par Patrick Wimberly. Il s'est séparé en 2017 après avoir sorti trois albums.

## Membres
- Caroline Polachek (composition / voix / synthétiseur / tambourin), 2005-2017
- Aaron Pfenning (composition / voix / programmations / guitare), 2005-2010
- Patrick Wimberly (composition / basse / synthétiseur / batterie / production), 2007-2017

## Histoire
Chairlift se forme à l'initiative d'Aaron Pfenning et de Caroline Polachek à l'Université du Colorado à Boulder en octobre 2005. Le duo enregistre et distribue lui-même un premier EP Daylight Savings. Le groupe s'établit à Brooklyn, New York avant d'être rejoint par Patrick Wimberly en 2007 et de signer la même année sur le label indépendant Kanine Records.
Un premier album, Does You Inspire You, sort en 2008. Extraite de cet album, la chanson Bruises est choisie pour la publicité de lancement de l'iPod Nano 4e génération et permet au groupe de connaître leur premier succès. La vidéo du single Evident Utensil, réalisée par Ray Tintori, est quant à elle nommée aux MTV Video Music Awards 2009 dans la catégorie meilleure vidéo expérimentale (« Breakthrought Video »),.
Aaron Pfenning quitte le groupe en 2010 pour mener à bien son propre projet musical nommé Rewards. Caroline Polachek et Patrick Wimberly continuent Chairlift et enregistrent un second album, Something, qui est publié au début de l'année 2012 chez Columbia Records. Un premier extrait, Amanaemonesia, avait précédé l'album fin 2011. Un deuxième single en est tiré, Met Before. La vidéo qui l'accompagne, dans sa version visible sur le site officiel, est interactive, les internautes pouvant faire évoluer l'action du clip à certains moments précis. À l'occasion de la commercialisation de l'album au Japon, un troisième extrait, I Belong in Your Arms, sort en édition limitée. La chanson est réenregistrée en japonais, accompagnée d'un clip coréalisé par Caroline Polachek et Eric Epstein.
Après la sortie d'un album en solo de Caroline Polachek sous le nom de Ramona Lisa, intitulé Arcadia, en 2014, le duo publie en janvier 2016 son troisième opus, Moth, dont trois singles sont extraits: Ch-Ching, Romeo et Crying in Public.
En décembre 2016, le groupe annonce sa future séparation sur les réseaux sociaux, laquelle intervient au printemps 2017 après une dernière tournée. Caroline Polachek poursuit sa carrière solo et Patrick Wimberly se consacre entièrement à la production musicale.    

## Discographie

### Albums et EP
- 2007 - Daylight Savings (EP autoproduit)
- 2008 - Does You Inspire You (Kanine Records)
- 2012 - Something (Columbia Records)
- 2016 - Moth (Columbia Records)

### Singles
- 2007 - Evident Utensil
- 2008 - Bruises
- 2011 - Amanaemonesia
- 2012 - Met Before
- 2012 - I Belong in Your Arms
- 2015 - Ch-Ching
- 2015 - Romeo
- 2016 - Crying in Public
- 2016 - Get Real